# Kommen und Gehen (2003)
Kommen und Gehen (portugiesischer Originaltitel: Vai e Vem) ist ein groteskes Filmdrama des portugiesischen Regisseurs João César Monteiro aus dem Jahr 2002. Der Film war sein letztes Werk und erschien erst nach seinem Krebstod im Februar 2003.
Der Film trägt Züge einer schwarzen Komödie und nimmt, in zeitgemäßer Erscheinung, zu zwei Filmen Bezug: die von Hauptdarsteller W. C. Fields geschriebene Kurzfilmkomödie The Fatal Glass of Beer (1933) und Charlie Chaplins schwarze gesellschaftskritische Komödie Monsieur Verdoux – Der Frauenmörder von Paris (1947).

## Handlung
Der Witwer und Lebemann João Vuvu lebt allein in seiner großzügigen Altbauwohnung in einem alten Viertel Lissabons, allein mit seinen Büchern und Schallplatten. Er lebt zurückgezogen und ohne viele soziale Kontakte. Sein einziger Sohn sitzt nach einem zweifachen Polizistenmord und einem bewaffneten Banküberfall im Gefängnis ein. Für seinen Haushalt engagiert er die mittelmäßig geeignete, aber zu seinem Vergnügen spärlich bekleidet arbeitende und kommunistisch gesinnte junge Putzfrau Adriana. Nach Adriana kommt ihm die gleichfalls junge Jacinta im Haushalt helfen, ebenfalls spärlich bekleidet und nur mäßig engagiert. Nach Jacinta bewirbt sich die in Gesicht und Intimbereich extrem behaarte Urraca auf die Stelle. Er überredet sie, sich von ihm die Haare schneiden zu lassen, und sie sieht nun wie Adriana aus.
Jeden Tag fährt der Witwer mit dem Bus der Linie 100 vom Platz Praça das Flores bis zum Park Jardim do Príncipe Real und wieder zurück nach Hause. Gelegentliche Zwischenfälle wie Flirts, kurze Zusammentreffen mit Bekannten, ein Auftritt eines alten Faschisten oder eigenartige Gespräche und Szenen prägen seine Busfahrten, die seine Art zu sein scheinen, sein soziales Exil sowohl kurz zu verlassen als auch auszuleben, ebenso wie seine anschließenden Aufenthalte im Park, so er Spaziergängern und Kindern beim Spielen zusieht und nur manchmal selbst mit Kindern spielt. So trifft er eines Tages im Bus seine alte Freundin Fausta, eine Prostituierte, die er zum Portugiesischen Parlament begleitet, wo sie Kurse in Oralverkehr und Prostitution gibt. Auf dem Weg kehren sie in ein Café ein, wo sie über Tod, Religion und Arme reden, und sie unterhalten sich vor dem Parlament schließlich über Techniken und gesellschaftspolitische Stellung von Oralverkehr im Westen und in China.
Mit seinen wechselnden Putzfrauen vertreibt er sich ansonsten mit verschiedenen Gesprächen und erotischen Spielen die Zeit und geht ihnen auch schon mal bei der Arbeit zur Hand. Mit Jacinta etwa, die Schauspielerin werden will, unterhält er sich über Poesie und Kino und sie proben spanische Tanzszenen ein, die er ins Absurde steigert. Und nachdem Urraca nackt mit einem gigantischen Dildo zu ihm ins Bett gestiegen ist, wird er im Krankenhaus notoperiert, um ihm den Dildo wieder zu entfernen. Später betritt er bei der Beerdigung von Urraca, an deren Rand Afghanistan-Witze gemacht werden, und er geht wider dem Willen von Sohn, Pastor und Trauergemeinde in die Kapelle, in der Urraca aufgebahrt ist. Dort entblößt und küsst er die Füße der Leiche und küsst sie anschließend auf den Mund. Dem Zuschauer bleibt unklar, ob er dies nur geträumt oder tatsächlich getan hat.
Als die junge Polizistin Bárbara João Vuvu besucht, kommt plötzlich dessen freigelassener Sohn Jorge nach Hause. Bárbara beschimpft den Polizistenmörder als Bestie und verlässt unter Drohungen das Haus, und der Vater geht mit dem Sohn und zwei Prostituierten in ein Restaurant. Später am Abend sitzen Vater und Sohn an der Brücke Ponte 25 de Abril und sprechen über die Zukunft. Da muss der Vater eine schwere Enttäuschung erleben, denn Jorge will sich fortan rechtschaffend und angepasst in die Gesellschaft integrieren. Er rät seinem Sohn, sich lieber an seine Raubbeute und fern von der Gesellschaft zu halten, doch Jorge ist entschlossen und hat seine Beute bereits einer gemeinnützigen Stiftung vermacht. Da schubst der Vater den Sohn unter einem Vorwand in den Fluss und geht nach Hause.
João Vuvu liegt schließlich schwer krank in einem mit dem Riesendildo und Referenzen an den seit 2001 wütenden Afghanistankrieg ausgestatteten Krankenzimmer und wird von einer jungen Krankenschwester fürsorglich gepflegt. Als er das Krankenhaus vorzeitig verlassen will, warnt sie ihn, da er sein Leben gefährdet. Er verführt sie und geht dann allein.
Nach einer rein verbalen, verführerischen Begegnung mit einer jungen Frau, die verheiratet in seiner Nachbarschaft wohnt, die er aber nicht mehr sehen kann, sieht der Zuschauer schließlich das linke Auge von João Vuvu, das den gesamten Bildschirm einnimmt und zunächst noch blinzelt, dann aber geöffnet bleibt, während Chorgesänge zu hören sind. Dann erfolgt der Abspann, tonlos.

## Produktion und Rezeption

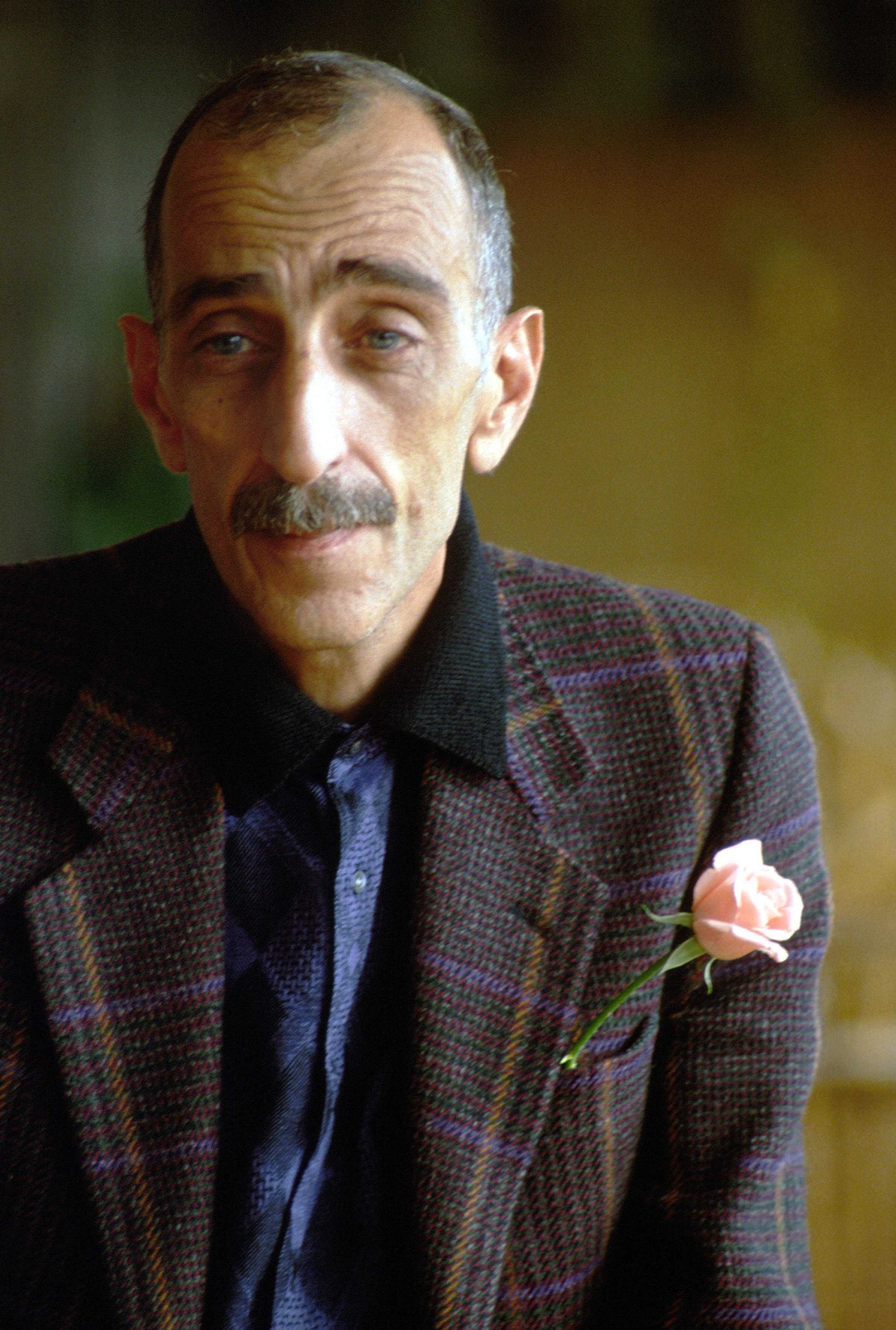
Regisseur João César Monteiro starb noch vor der Premiere seines letzten Films.

Der Film wurde 2002 in Lissabon gedreht und von den Filmproduktionsgesellschaften Madragoa Filmes (Portugal) und Gemini Films (Frankreich) zusammen mit dem öffentlich-rechtlichen portugiesischen Fernsehsender RTP produziert, mit finanzieller Unterstützung der Filmförderungsanstalten ICAM (heute ICA, Portugal) und CNC (Frankreich) und in Zusammenarbeit mit Arte France-Cinéma. In einer Nebenrolle als Arzt spielt auch Kameramann Mário Barroso mit, und ein ukrainischer Chor tritt auf.
Als Filmmusik ist das Lied Bella ciao in mehreren Einspielungen, ein Ausschnitt aus Tomás Bretóns Zarzuela La verbena de la palome und ein traditionelles Lied der Bambara aus Mali zu hören, und während der finalen Augenszene erklingt schließlich eine Interpretation der vierstimmigen Motette Qui habitat in adiutorio altissimi des Renaissance-Komponisten Josquin Desprez durch den belgischen Chor Huelgas Ensemble, in einer ZDF-Aufzeichnung aus April 2002 in Berlin.
Seine Premiere feierte der Film am 16. Mai 2003 beim 56. Filmfestival von Cannes, wo er außerhalb des Wettbewerbs gezeigt wurde. Er lief danach auf einer Reihe weiterer Filmfestivals, darunter das Toronto International Film Festival (10. September 2003), das Internationales Filmfestival Thessaloniki (24. November 2003), das tschechische Febio Film Festival (30. Januar 2004), das US-amerikanische Philadelphia International Film Festival (16. April 2004) und das Hong Kong International Film Festival (17. April 2004). Bei der Mostra Internacional de Cinema de São Paulo wurde er 2003 mit einem Kritikerpreis ausgezeichnet.
In Frankreich hatte er am 18. Juni 2003 seinen Kinostart, in Belgien am 23. Juni 2004. Nach einer Vorpremiere am 18. Juni 2003 im Lissabonner Kino King startete er am 20. Juni 2003 in den portugiesischen Kinos, wo er mit 12.302 Zuschauern vergleichsweise erfolgreich war.
Der Film wurde von der Filmkritik als filmisches Testament Monteiros wohlwollend aufgenommen. Sein sorgfältiger Aufbau und die strenge, nur durch wenige fließende Szenen aufgebrochene Gliederung in Totalen wurden gelobt, und seine intimen Geständnisse, die seine Filmperson immer wieder offenbart, und seine zahlreichen kleinen Anspielungen an seine eigenen Filme bewegten die Cineasten hier besonders.

„[…] alles in einem Film, erschaffen mit der formalen Perfektion, die alles übertrifft, was er vorher schuf. Er wusste, dass er die Kuppel auf die Kathedrale setzte und sie danach nicht mehr würde anrühren können. ([…] tudo num filme construído com a perfeição formal que supera qualquer das coisas que fizera antes. Ele sabia que estava a pôr a cúpula na catedral em que já não podia mexer outra vez.“

„Ein surreales Testament, das sich als Plädoyer für ein sinnlich erfülltes Leben versteht, dabei verstört und irritiert. Der Fluss des weitgehend aus sorgfältigen Totalen komponierten Films wird durch eine minutenlange Großaufnahme vom Auge des Regisseurs unterbrochen, der die letzte direkte Kommunikation zu suchen scheint.“

Der Film erschien 2003 als DVD bei Lusomundo, allein und als Teil einer Werkschau-DVD-Box.